# Савидж (город, Миннесота)
Савидж (англ. Savage) — город в округе Скотт, штат Миннесота, США. На площади 42,8 км² (41,2 км² — суша, 1,6 км² — вода), согласно переписи 2000 года, проживают 25 065 человек. Плотность населения составляет 512,4 чел./км².
В городе расположена штаб-квартира Американской Ассоциации Хоккея с мячом (American Bandy Assossiation).
- Телефонный код города — 952
- Почтовый индекс — 55378
- FIPS-код города — 27-58738[1]
- GNIS-идентификатор — 0651242[2]